# Stenelmis insufficiens
Stenelmis insufficiens là một loài bọ cánh cứng trong họ Elmidae. Loài này được Jäch & Kodana miêu tả khoa học năm 2006.